# Colonel Fabien (métro de Paris)
Colonel Fabien est une station de la ligne 2 du métro de Paris, située à la limite des 10e et 19e arrondissements de Paris.

## Situation

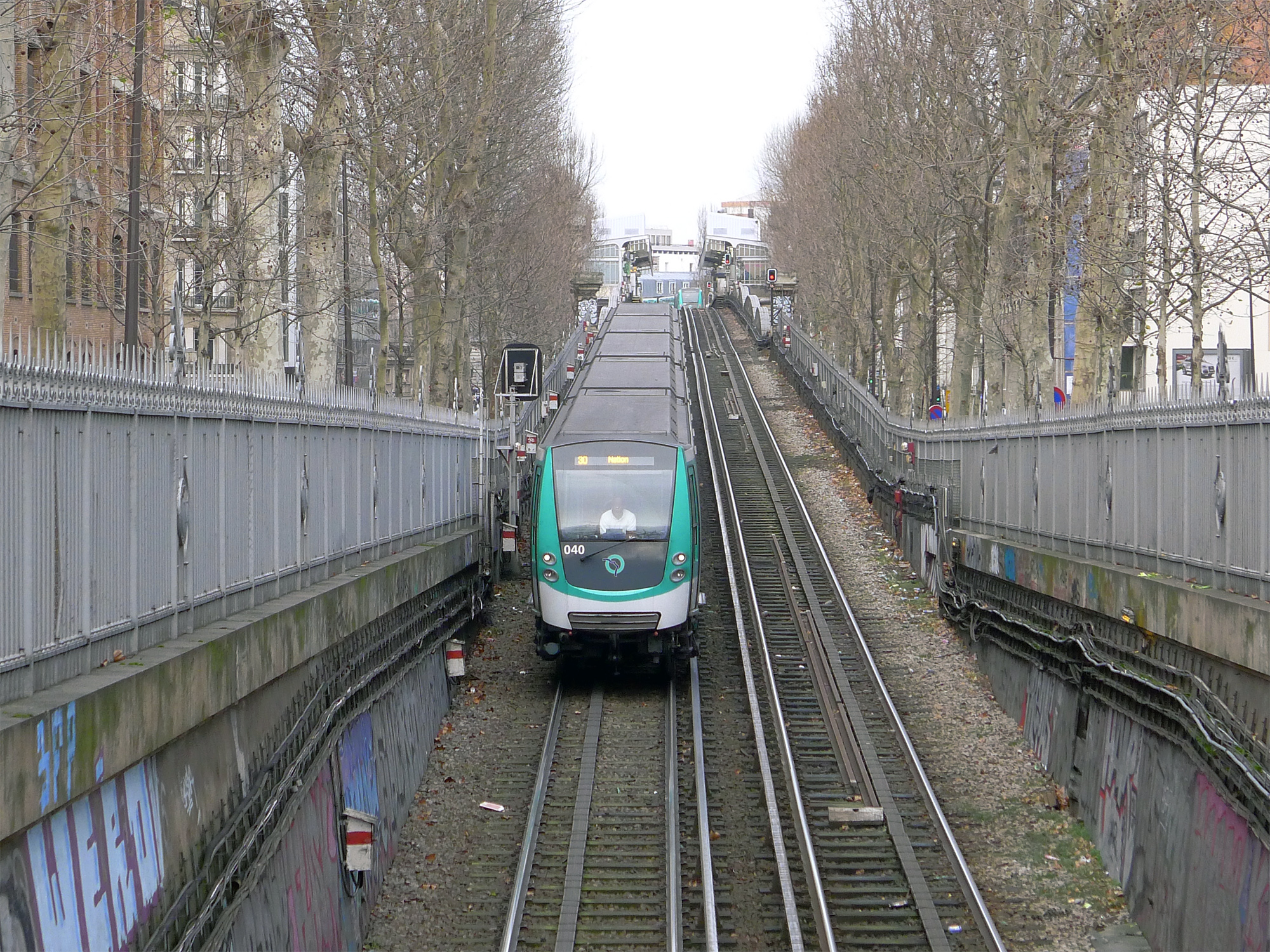
Rame MF 01 à l'approche de la station en provenance de Jaurès.

La station est implantée sous le boulevard de la Villette au sud-est de la place du Colonel-Fabien, laquelle se trouve à la limite administrative entre le quartier de l'Hôpital-Saint-Louis à l'ouest, le quartier de la Villette au nord-est et le quartier du Combat à l'est. Orientée approximativement selon un axe nord-ouest/sud-est, Colonel Fabien s'intercale entre les stations Jaurès et Belleville.
En direction de Porte Dauphine, il s'agit de la dernière station souterraine précédent la section aérienne de la ligne, dont le viaduc se termine entre les stations Barbès - Rochechouart et Anvers. En sens inverse, elle est suivie d'une voie d'évitement en impasse, raccordée en talon sur la voie pour Nation, à l'entrée de la station Belleville.

## Histoire
La station est ouverte le 31 janvier 1903 avec la mise en service du deuxième prolongement de la ligne 2 Nord, depuis Anvers jusqu'à Rue de Bagnolet (actuelle station Alexandre Dumas) ; cette ligne deviendra plus simplement la ligne 2 le 17 octobre 1907 à la suite de l'absorption de la ligne 2 Sud (correspondant à une large part de l'actuelle ligne 6) par la ligne 5 le 14 octobre précédent.
Elle doit sa dénomination initiale de Combat à sa proximité avec la place du Combat, laquelle tire son nom des combats d'animaux qu'un établissement y organisait entre 1778 et 1850.
Le 19 août 1945, elle change de nom au profit de Colonel Fabien, de même que la place éponyme, renommée en hommage à Pierre Georges, dit Colonel Fabien ou « Frédo » (1919-1944), militant communiste pendant la Résistance. La station devient ainsi la troisième d'une série de huit sur le réseau dont le nom est modifié à l'issue de la Seconde Guerre mondiale afin d'honorer la mémoire de résistants morts pour la France, après Trinité - d'Estienne d'Orves (ligne 12) et Charles Michels (ligne 10). Suivront ensuite les stations Corentin Celton (ligne 12), Guy Môquet (ligne 13), Jacques Bonsergent (ligne 5), Corentin Cariou (ligne 7) et Marx Dormoy (ligne 12).
Dans le cadre du programme « Renouveau du métro » de la RATP, la station est rénovée dans le courant des années 2000 avec le renouvellement du carrelage blanc biseauté et de l'éclairage.

### Fréquentation
Selon les estimations de la RATP, la station a vu entrer 4 511 921 voyageurs en 2019, ce qui la place à la 95e position des stations de métro pour sa fréquentation. En 2020, avec la crise du Covid-19, son trafic annuel tombe à 2 378 863 voyageurs, ce qui la classe alors au 94e rang, avant de remonter progressivement en 2021 avec 3 043 606 entrants comptabilisés, la reléguant cependant à la 104e position des stations du réseau pour sa fréquentation cette année-là.

## Services aux voyageurs

### Accès
La station dispose d'un unique accès intitulé « Boulevard de la Villette », débouchant sur le terre-plein central du boulevard précité, face au no 83. Constitué d'un escalier fixe, il est orné d'un édicule Guimard dessiné en 1900 par l'architecte Hector Guimard. Cet entourage fait l'objet d'une inscription au titre des monuments historiques par l'arrêté du 29 mai 1978, protection renouvelée le 12 février 2016.

Accès à la station
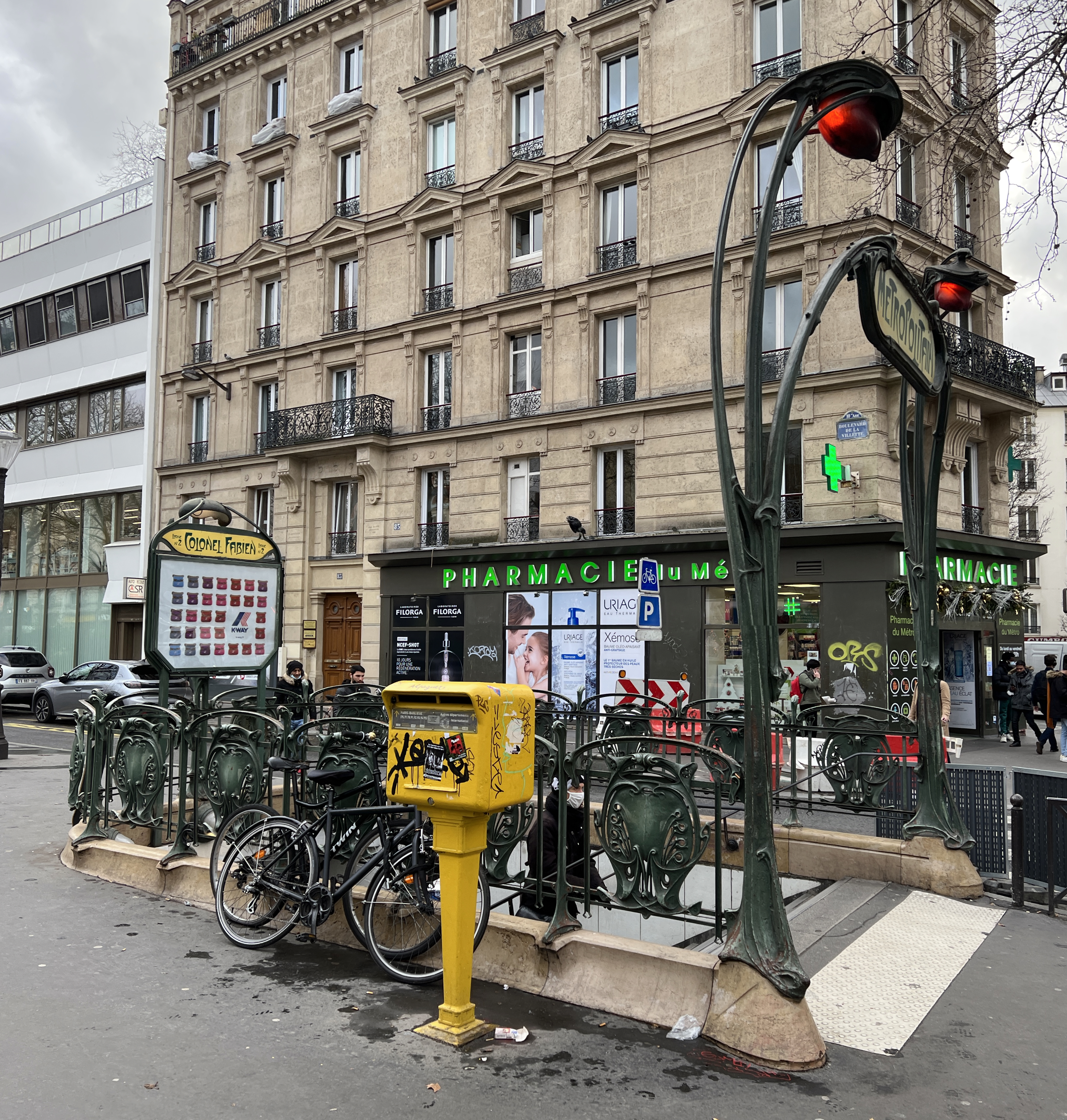
Vue latérale de l'accès à la station.
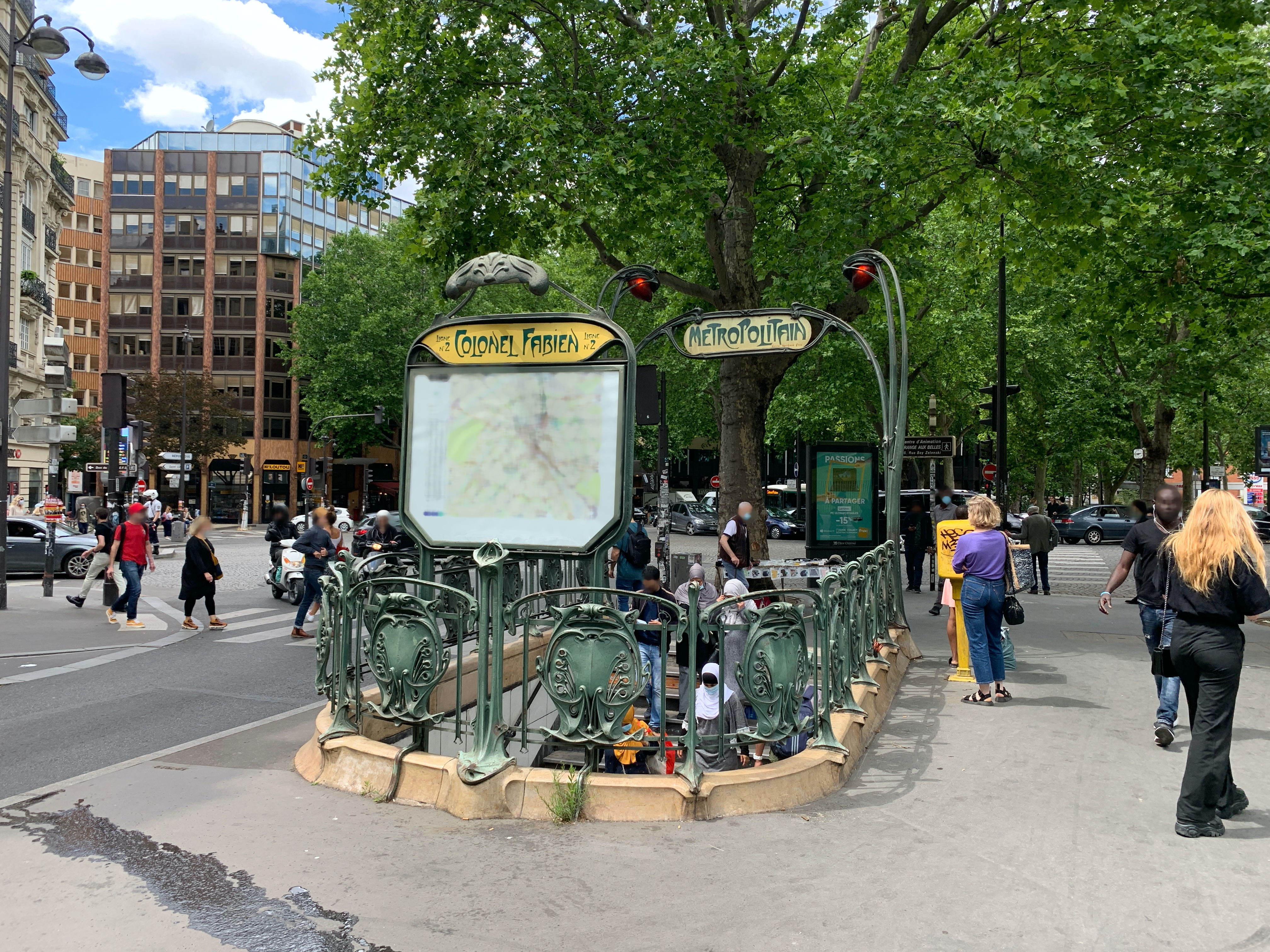
Vue arrière de l'édicule d'accès, dessiné par Hector Guimard.

### Quais
Colonel Fabien est une station de configuration standard pour le métro de Paris : elle possède deux quais, d'une longueur conventionnelle de 75 mètres, séparés par les voies du métro situées au centre et la voûte est elliptique. La décoration est une variante du style utilisé pour la majorité des stations du métro, avec des carreaux en céramique blancs biseautés recouvrant les piédroits, la voûte ainsi que les tympans, tandis que l'éclairage est assuré par deux bandeaux-tubes suspendus. Les cadres publicitaires sont métalliques et le nom de la station est inscrit en police de caractères Parisine sur des plaques émaillées. Les sièges sont de style « Motte » de couleur bleue.

Quais de la station
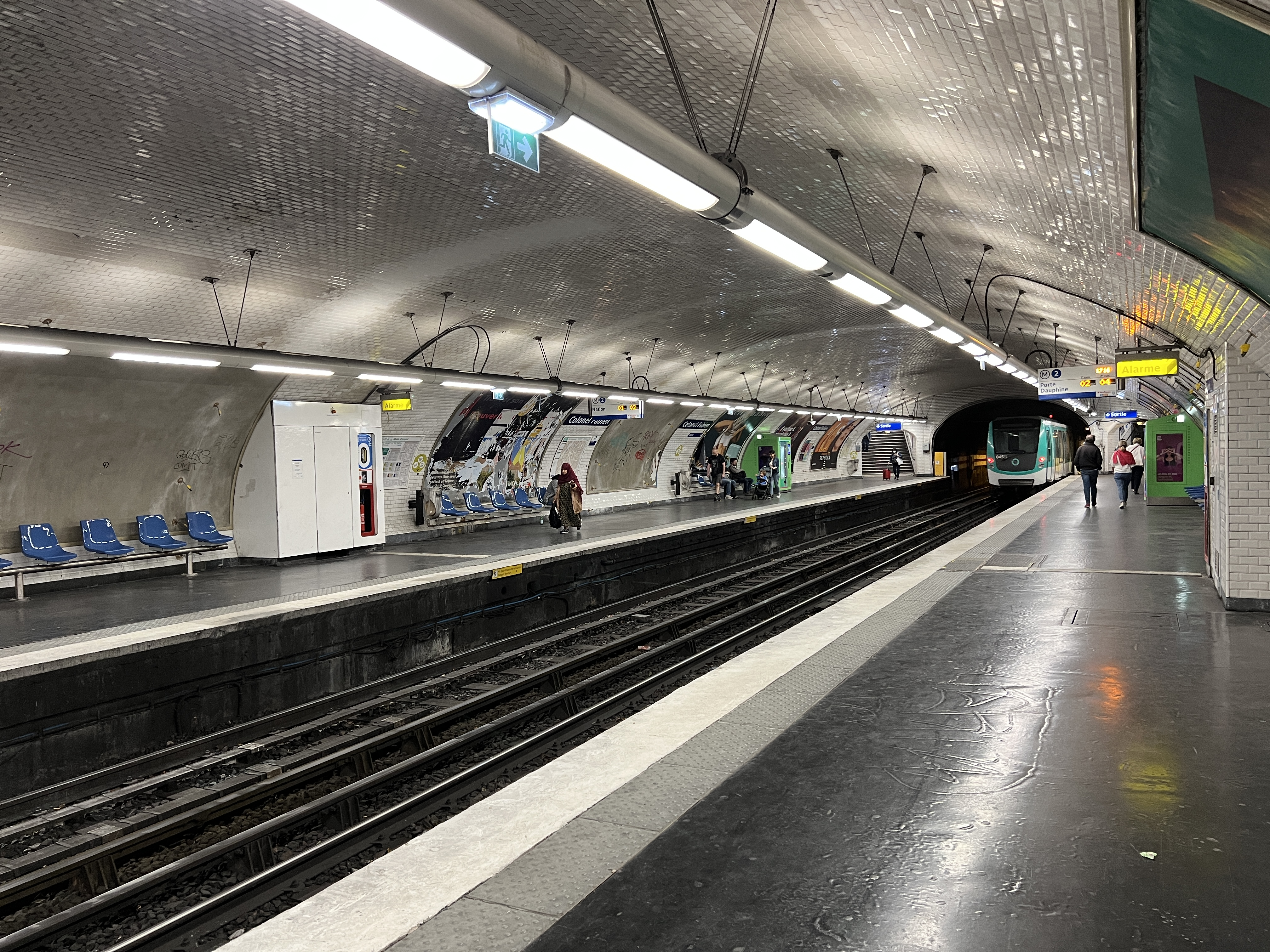
Vue d'ensemble des quais en direction de Porte Dauphine.
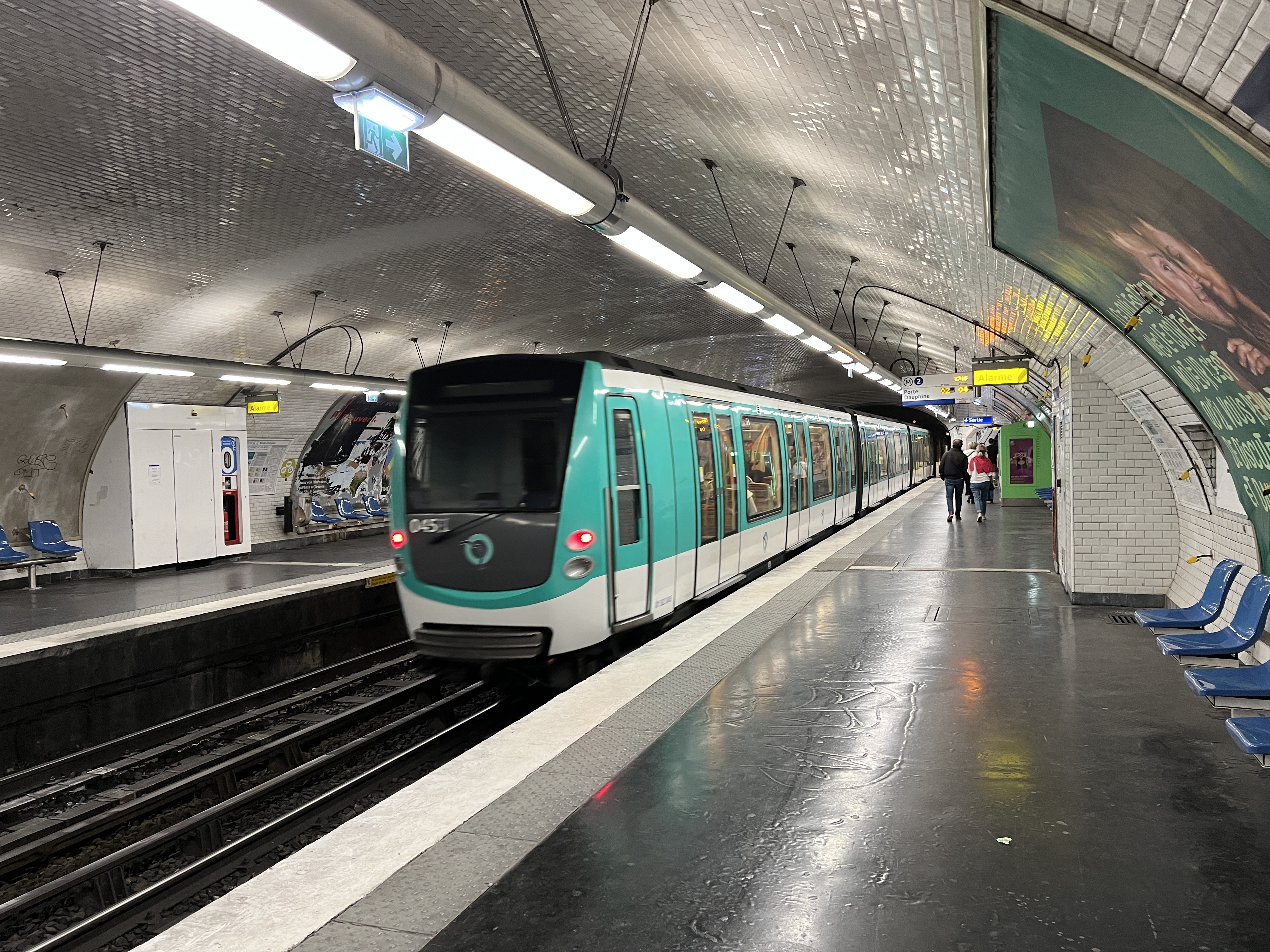
Rame MF 01 quittant la station en direction de Porte Dauphine.
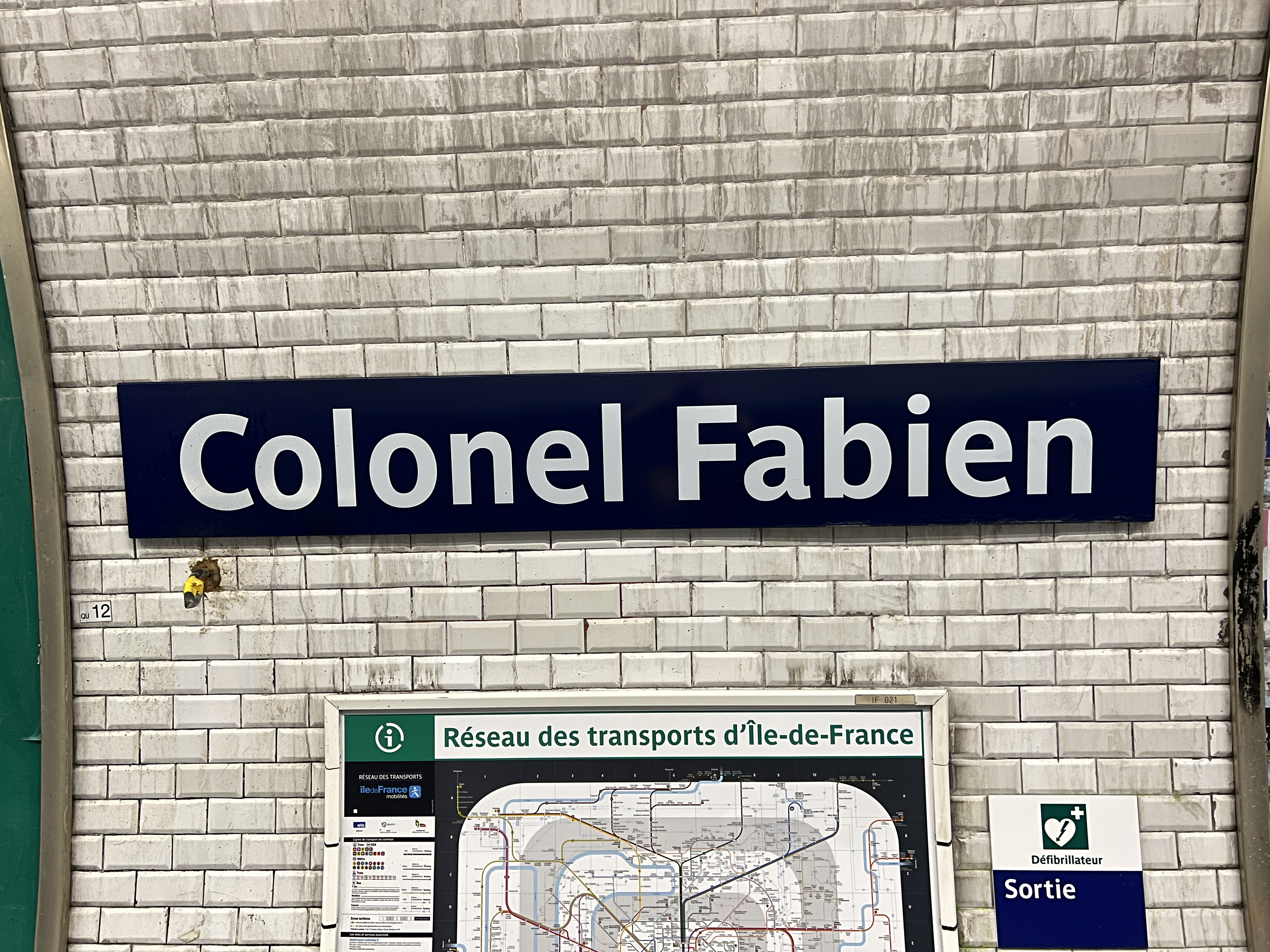
Plaque émaillée indiquant le nom de la station.

### Intermodalité
La station est desservie par les lignes 46 et 75 du réseau de bus RATP.

## À proximité
- Hôpital Saint-Louis
- Siège du Parti communiste français (dit PCF)
- Canal Saint-Martin
- Butte Bergeyre
- Jardin de la Butte-Bergeyre
- Hôpital Fondation Adolphe de Rothschild
- Square Amadou-Hampâté-Bâ
- Square Juliette-Dodu
- École nationale supérieure d'architecture de Paris-Belleville